# Riverdale Monument
Pour les articles homonymes, voir Riverdale.
Le clocher commémoratif Riverdale – Spuyten Duyvil – Kingsbridge ou Riverdale Monument est une tour commémorative du parc Bell Tower située dans la section Riverdale du Bronx à New York. Il a été achevé le 17 septembre 1930 pour commémorer les anciens combattants de la Première Guerre mondiale des quartiers de Riverdale, Spuyten Duyvil et Kingsbridge. En 1936, il a été déplacé au sud pour faire de la place à la promenade Henry Hudson, près de laquelle il se trouve maintenant. Il a été inscrit au registre national des lieux historiques le 3 janvier 2012.  

## Description
Le monument fait 15 mètres de hauteur et est situé sur la 239e rue ouest entre l'avenue Riverdale et la promenade Henry Hudson  . Il a été conçu par Dwight James Baum pour le Riverdale American Legion Post et construit par John Zambetti, Inc. Il est fait de pierre des champs et de calcaire de l'Indiana et pèse environ 500 tonnes. La tour abrite une cloche espagnole de 1762 qui était dans un monastère mexicain. Le général Winfield Scott a pris cette cloche pendant la guerre contre le Mexique et l'a ramenée à New York où elle résidait dans le Jefferson Market et une caserne de pompiers Riverdale avant d'être installée dans la tour nouvellement construite.  